# Parallaxis jalapai
Parallaxis jalapai är en insektsart som beskrevs av Delong och Ruppel 1951. Parallaxis jalapai ingår i släktet Parallaxis och familjen dvärgstritar. Inga underarter finns listade i Catalogue of Life.